# Elektrownia Te Mihi
Elektrownia Te Mihi – elektrownia geotermalna zbudowana w odległości 5 km od elektrowni Wairakei, na północ od Taupō w Nowej Zelandii.

## Historia
Zgodę na budowę elektrowni wydano w 2008 roku. Budowę rozpoczęto w 2011 roku. Elektrownia Te Mihi wykorzystuje energię geotermalną z pola geotermalnego Wairakei, które znajduje się w strefie wulkanicznej Taupō. Stopniowo ma zastąpić elektrownię Wairakei, która ma być zamknięta do 2026 roku. Projekt opracowały i elektrownię zbudowały firmy joint venture McConnell Dowell, SNC-Lavalin i Parsons Brinckerhoff. Zainstalowano dwie turbiny o mocy 83 MW dostarczane przez firmę Toshiba. Budowa fabryki o wartości 750 mln USD została zakończona w maju 2014 roku.

## Produkcja
Elektrownia Te Mihi jest wyposażona w dwie turbiny parowe o mocy 83 MW. Planuje się, że trzecia jednostka zostanie dodana, gdy elektrownia Wairakei zostanie w pełni zlikwidowana w 2026 roku. W skład elektrowni wchodzi hala turbin, wieże chłodnicze, urządzenia do ekstrakcji gazu i rurociąg.
Projekt obejmował też budowę rozdzielni i 2 km linii przesyłowej 220 kV. Nowa linia łączy się z linią przesyłową 220 kV Wairakei - Whakamaru, która jest częścią sieci krajowej.

## Zatrudnienie
Budowa zajęła blisko trzy lata i zostało zatrudnionych do 500 osób, w tym wielu mieszkańców Taupō. Obecnie elektrownia zatrudnia około 20 pracowników i wykonawców, którzy nadzorują bieżącą eksploatację i konserwację.

## Właściciel
Elektrownia została zbudowana, jest zarządzana i należy do  Contact Energy.